# Animikie Group
Die Animikie Group ist eine bis zu 10.000 Meter mächtige Gruppe suprakrustaler Sediment- und untergeordneter Vulkanitgesteine, die im Verlauf des Paläoproterozoikums im Zentrum und im Nordosten Minnesotas im Animikie-Becken abgelagert wurde.

## Einführung

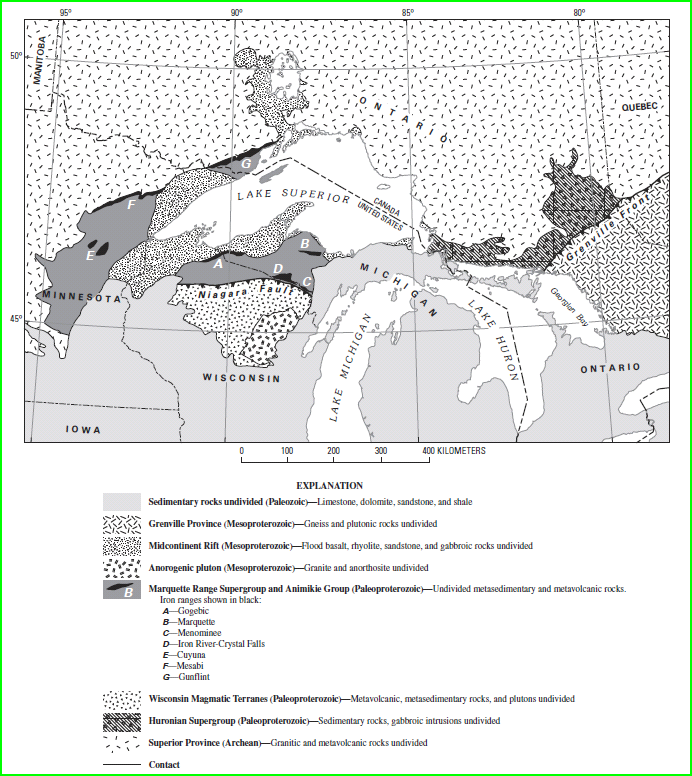
Geologische Karte mit der Animikie Group in Minnesota, der Marquette Supergroup im Norden Wisconsins und Michigans und der Huronian Supergroup in Ontario

Nach Abschluss der Algoman Orogeny am Ausgang des Archaikums gegen 2600 Millionen Jahre BP hatte weiträumige Erosion eingesetzt, die bis 2500 Millionen Jahre BP das neuentstandene Gebirgsgebäude wieder vollständig einebnete. Die ehemalige Gebirgsnaht, die Great Valley Tectonic Zone (abgekürzt GVTZ) entwickelte sich unter dem Einfluss von Krustendehnung zwischen 2450 und 2100 Millionen Jahren BP zu einer Riftzone. Die den Riftprozess begleitende Sedimentation dokumentiert hierbei den Übergang von Ablagerungen des Schelfbereichs zu Tiefseebedingungen. Sie kann durch den eindringenden Magmatismus in zwei Großzyklen unterteilt werden. Der erste Zyklus wurde durch den Magmatismus beendet, da dieser sich an der Oberfläche ausgebreitet hatte. Erst als ozeanische Kruste gebildet wurde, kam es zu einem gravitativen Absinken des Krustenbereichs und zur Ablagerung des zweiten Sedimentationszyklus. Ab 1900 Millionen Jahren BP näherte sich von Süden die Minnesota River Valley Subprovinz, das Animikie-Becken wurde zusammengeschoben und die Sedimentation riss ab. Der Höhepunkt der Konvergenz war um 1850 Millionen Jahren BP mit der Penokean Orogeny erreicht. Der Südteil des Beckens wurde dadurch verformt und metamorphosiert, wohingegen der Nordrand weitgehend metamorphen Veränderungen entkam.

## Stratigraphie

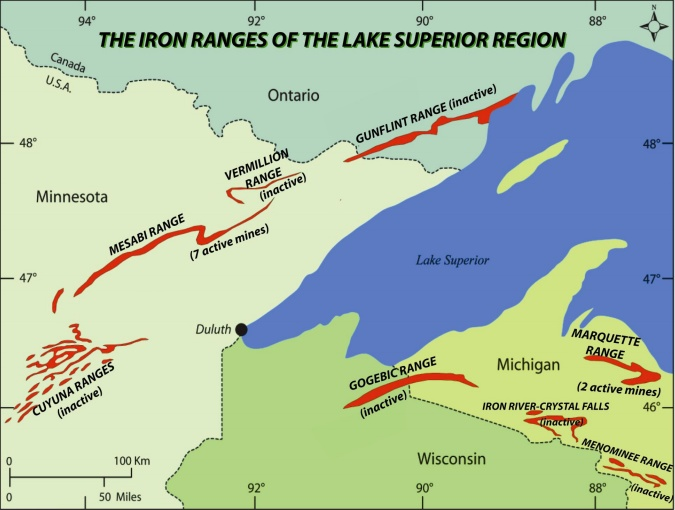
Die Eisenerzformationen um den Oberen See

Die Gesteine der Animikie Group liegen diskordant über dem archaischen Grundgebirge im Norden des Animikie-Beckens. Am Südrand überlagern sie ebenfalls diskordant das Cuyuna North Range Terrane, das Cuyuna South Range Terrane und das Moose Lake-Glen Township Terrane. Im Südosten wird das Becken seinerseits von den jüngeren, mesoproterozoischen Vulkaniten der Keweenawan Supergroup überdeckt. Die Intrusion des Duluth-Gabbro teilt das Animikie-Becken in zwei Teile, die Mesabi Range im Südwesten und die Gunflint Range im Nordosten. Die Gunflint Range zeigt folgenden stratigraphischen Aufbau (vom Hangenden zum Liegenden):
- Rove-Formation
- Auswurfmassen des Sudbury-Astroblems
- Gunflint Iron Formation
- Kakabeka Quartzite
- Basiskonglomerat

Die Mesabi Range gliedert sich wie folgt:
- Virginia-Formation
- Biwabik Iron Formation
- Pokegama Quartzite
- Basiskonglomerat

Zu diesen Formationen des Animikie-Beckens im engeren Sinne werden im östlichen Zentralteil Minnesotas noch die älteren Formationen der Mille Lacs Group, der North Range Group des Cayuna North Range Terrane und der South Range Iron Formation des Cayuna South Range Terrane hinzugestellt, da sie ebenfalls bedeutende Mengen an vergleichbaren Eisenerzen liefern.

### Gunflint Range

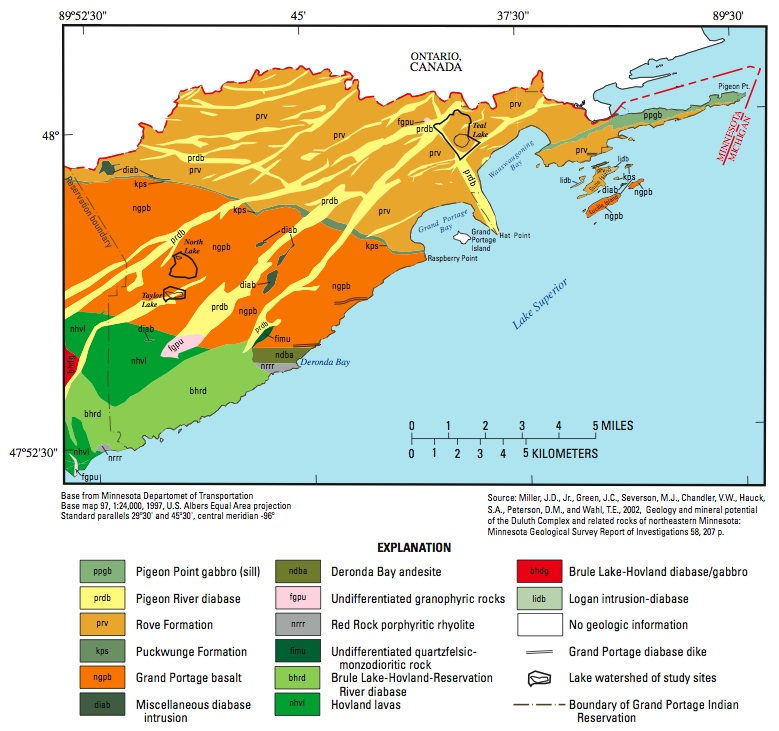
Geologische Karte des äußersten Nordostens Minnesotas. Die Rove Formation (prv) befindet sich unmittelbar südlich der kanadischen Grenze

Die Gunflint Range nimmt ihren Anfang im äußersten Nordosten Minnesotas und setzt sich dann in nordöstlicher Richtung nach Ontario hinein fort. Durch den 1099 Millionen Jahre alten Duluth-Gabbro wird sie räumlich von der weiter südwestwärts folgenden Mesabi Range abgetrennt. Die Sedimente der Gunflint Range beginnen mit einem über das archaische Grundgebirge transgredierenden Basiskonglomerat, auf das die Bändererze der mit 1878 Millionen Jahren BP datierten Gunflint Iron Formation folgen.
Eine Besonderheit stellen die Auswurfmassen des Sudbury-Astroblems dar. Sie überdecken die Erzformation und konnten mit 1849 Millionen Jahren BP datiert werden.
Über die Auswurfmassen lagert sich die 1800 bis 1600 Millionen Jahre alte, tonige, im Tiefenwasser gebildete Rove Formation. Die Gunflint Iron Formation bildet ein in nordöstlicher Richtung streichendes, maximal 8 Kilometer breites Band, dessen Mächtigkeit zwischen 135 und 170 Meter schwankt. Da die Sedimente der Gunflint Range der Metamorphose entkamen, zählen sie zu den ältesten, unverformten und nicht-metamorphen Gesteinen Nordamerikas. Die Rove Formation beispielsweise liegt flach und wurde erst viel später von Gängen und Lagergängen des mittelkontinentalen Riftsystems durchdrungen.

### Mesabi Range
Die Mesabi Range hat eine Längenausdehnung von über 320 Kilometer in Nordost-Südwestrichtung. Sie kann bis zu 10 Kilometer an Breite erreichen, der Durchschnittswert liegt jedoch bei 4 Kilometer. Ihre Mächtigkeit schwankt zwischen 110 und 240 Meter. Ihre Schichtenabfolge setzt mit einem Basiskonglomerat ein, über dem der bis zu 153 Meter (im Durchschnitt 60 Meter) mächtige Pokegama Quartzite folgt. Diese im Flachwasser entstandene Formation besteht aus Sandsteinen, Siltsteinen und Schiefertonen. Die überlagernde, 1900 bis 1850 Millionen Jahre alte Biwabik Iron Formation schwankt in ihrer Mächtigkeit zwischen 60 und 600 Meter, mit einem Durchschnittswert bei etwa 305 Meter. Sie besteht vorwiegend aus Chert und enthält bis zu 50 % Eisen (hauptsächlich als Hämatit und sekundärer Goethit) und weniger als 10 % Silizium. Ihr Abbau erfolgt seit dem Beginn des 20. Jahrhunderts. Ihre Reserven liegen im Millionen Tonnen-Bereich. Die Formation wird in vier Member unterteilt:
- Upper Slatey Member
- Upper Cherty Member (mit Erzabbau)
- Lower Slatey Member
- Lower Cherty Member (mit Erzabbau)

Am Ostrand wird die Biwabik Iron Formation vom Duluth-Gabbro kontaktmetamorph überprägt. Auf sie folgt die 1850 Millionen Jahre alte Virginia Formation, die jedoch über Tage nirgendwo ansteht, sondern nur aus Bohrkernen bekannt ist. Sie setzt sich aus Tonsteinen zusammen und unterlagert den Duluth-Gabbro in der Gegend von Ely und Hoyt Lakes.

## Cayuna North Range Terrane

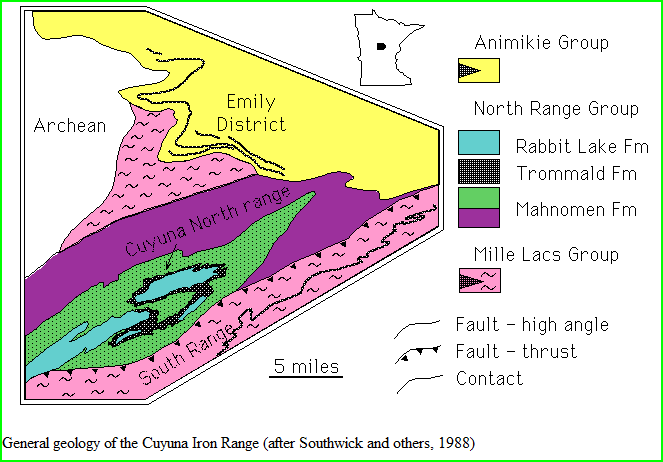
Geologische Karte der Cuyuna Range

Die North Range Group lässt sich wie folgt unterteilen (vom Hangenden zum Liegenden):
- Rabbit Lake Formation
- Trommald Formation
- Mahnomen Formation

Über der North Range Group folgt diskordant die zwischen 1880 und 1870 Millionen Jahren BP abgelagerte Thomson Formation (Mindestalter 1770 Millionen Jahre BP).
Das Cayuna North Range Terrane war während der Penokean Orogeny zwischen 1870 und 1850 Millionen Jahren BP einer Regionalmetamorphose anheimgefallen, die beispielsweise die ursprünglichen Grauwacken, Siltsteine und Tone der überlagernden Thomson Formation zu Schiefergesteinen verwandelte.
Die Mahnomen Formation an der Basis besteht aus zwei Member, deren oberstes eisenführend ist. Die anschließende, 14 bis 150 Meter mächtige Trommald Formation, ist die prinzipielle Eisenformation der Cayuna North Range. Sie entstand durch chemische Fällung und wird aus Eisenoxiden (Hämatit), Eisen(II)-carbonat, Eisensilicaten und assoziierten Manganoxiden aufgebaut. Ablagerungsmilieu der Eisenformation war ein ostwärts streichender, nach Süden eintiefender Halbgraben mit bedeutender hydrothermaler Aktivität. Die unter euxinischen Bedingungen entstandene Rabbit Lake Formation des Hangenden ist eine Grauwacken-Schieferton-Abfolge mit linsenartigen Eiseneinschaltungen. Sie führt in ihrem unteren Abschnitt Lagen vulkanischen Ursprungs.

## Cuyuna South Range Terrane
Das Cuyuna South Range Terrane wird durch eine bedeutende tektonische Störung (Überschiebung), der Serpent Lake Discontinuity, vom North Range Terrane abgetrennt. Es enthält die South Range Iron Formation, die jedoch ihres ursprünglichen Schichtverbandes entledigt ist. Im Liegenden der Eisenformation befindet sich tektonisch von ihr abgetrennt die Mille Lacs Group.

## Mille Lacs Group
Die Mille Lacs Group stellt tektonostratigraphisch die am tiefsten gelegene Einheit dar. Sie wird beispielsweise durch eine Diskordanz von der überlagernden North Range Group, an deren Nordwestrand sie an die Oberfläche tritt, oder durch einen tektonischen Kontakt von der South Range Iron Formation abgetrennt. Ferner unterlagert sie das Moose Lake-Glen Township Terrane und dürfte auch noch südlich der Malmo Discontinuity im Untergrund anzutreffen sein.
Die Gesteine der Mille Lacs Group stellen einen großen Anteil in dem von der Penokean Orogeny aufgeworfenen Falten- und Überschiebungsgürtel. Sie wurden tektonisch stark verformt (so zeichnen sie sich im Gegensatz zu den Gesteinen der Thomson Formation mit nur einer einzigen Faltungsphase durch zwei Faltungsphasen aus) und metamorphosiert. Aufgrund der Deformationen kann für die Mille Lacs Group keine kontinuierliche Abfolge erstellt werden, sie besteht jedoch generell aus Orthoquarziten, Kalken und Dolomiten (Trout Lake Dolomite), sulfidhaltigen, kohlenstoffreichen Schiefern, Eisenformationen und mafischen Kissenlaven (GlenTownship Formation, Denham Formation).

## Datierung
Vulkanite an der Basis der Mille Lacs Group erbrachten Strontium-Neodym-Alter von 2197 ± 39 Millionen Jahre BP.
Die Alter der Animikie Group im engeren Sinne bewegen sich jedoch generell zwischen 2125 und 1821 Millionen Jahren BP, wobei die 2125 Millionen Jahre BP ein Maximalalter des Pokegama Quartzite darstellen, das anhand des Nordwest-streichenden Kabetogama-Gangschwarms etabliert wurde. Das Minimalalter für den Pokegama Quartzite beträgt 1930 ± 25 Millionen Jahre BP. Eine Aschenlage im oberen Abschnitt der Gunflint Iron Formation konnte mit 1878 ± 2 Millionen Jahren BP datiert werden und die bereits erwähnte Auswurflage des Sudbury-Astroblems am Oberrand derselben Formation ergab 1849 Millionen Jahre BP. Das Alter von 1821 Millionen Jahren BP bezieht sich auf eine Aschenlage innerhalb der Rove Formation (70 Meter oberhalb deren Basis). Das jüngste bisher bekannte Alter von 1780 Millionen Jahren BP für die Animikie Group stammt aus einer Sandsteinlage an der Obergrenze der Rove Formation (400 Meter oberhalb deren Basis) und dokumentiert für den Nordrand des Beckens eine fortgesetzte Sedimentation selbst nach dem Abklingen der Penokean Orogeny (Ende gegen 1830 Millionen Jahren BP).